# Qiang

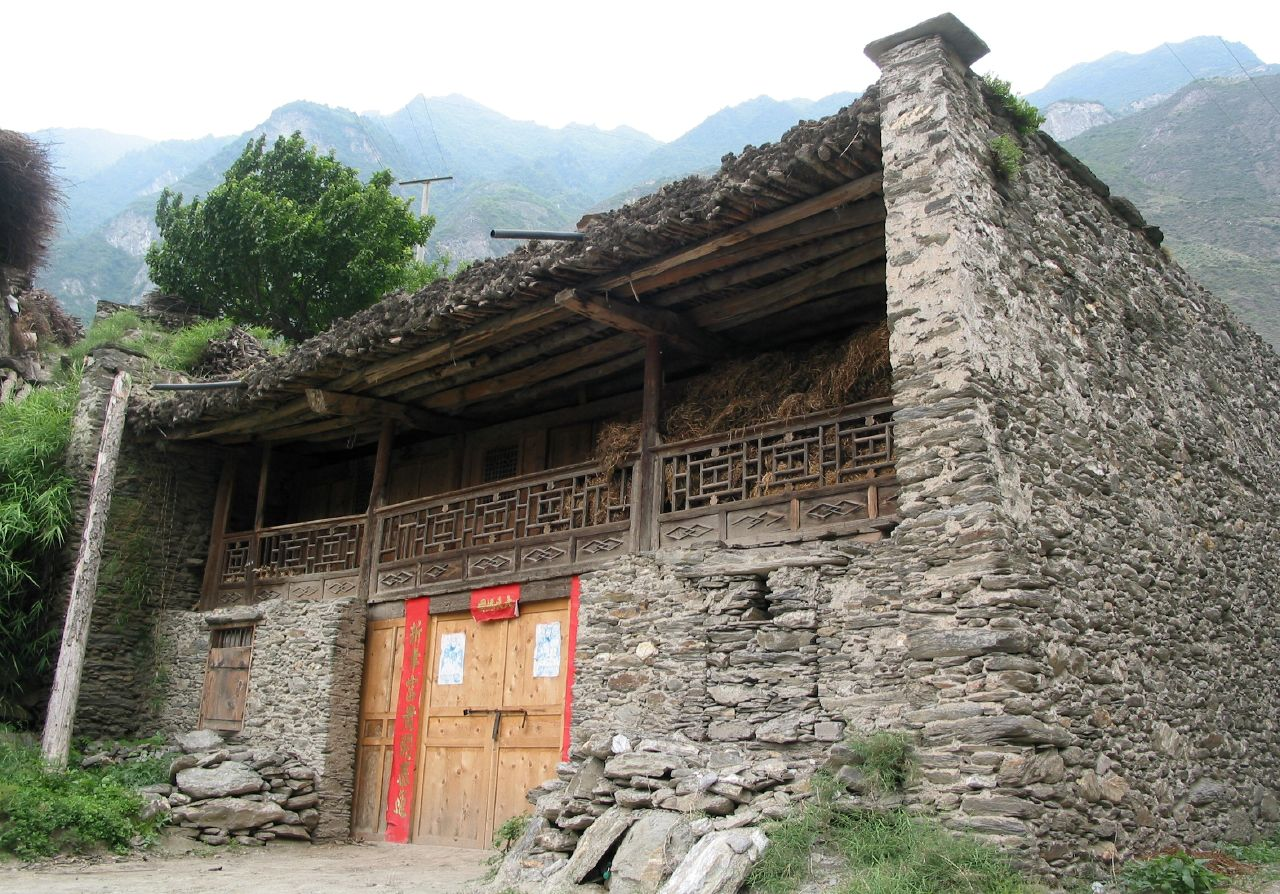
Tradycyjny dom

Qiang (chiń. 羌族; pinyin Qiāng zú) – grupa etniczna w chińskiej prowincji Syczuan. Posługują się językiem qiang należącym do grupy tybeto-birmańskiej. Stanowią jedną z 55 oficjalnie uznanych mniejszości etnicznych w Chinach.